# Radości wam powiedam

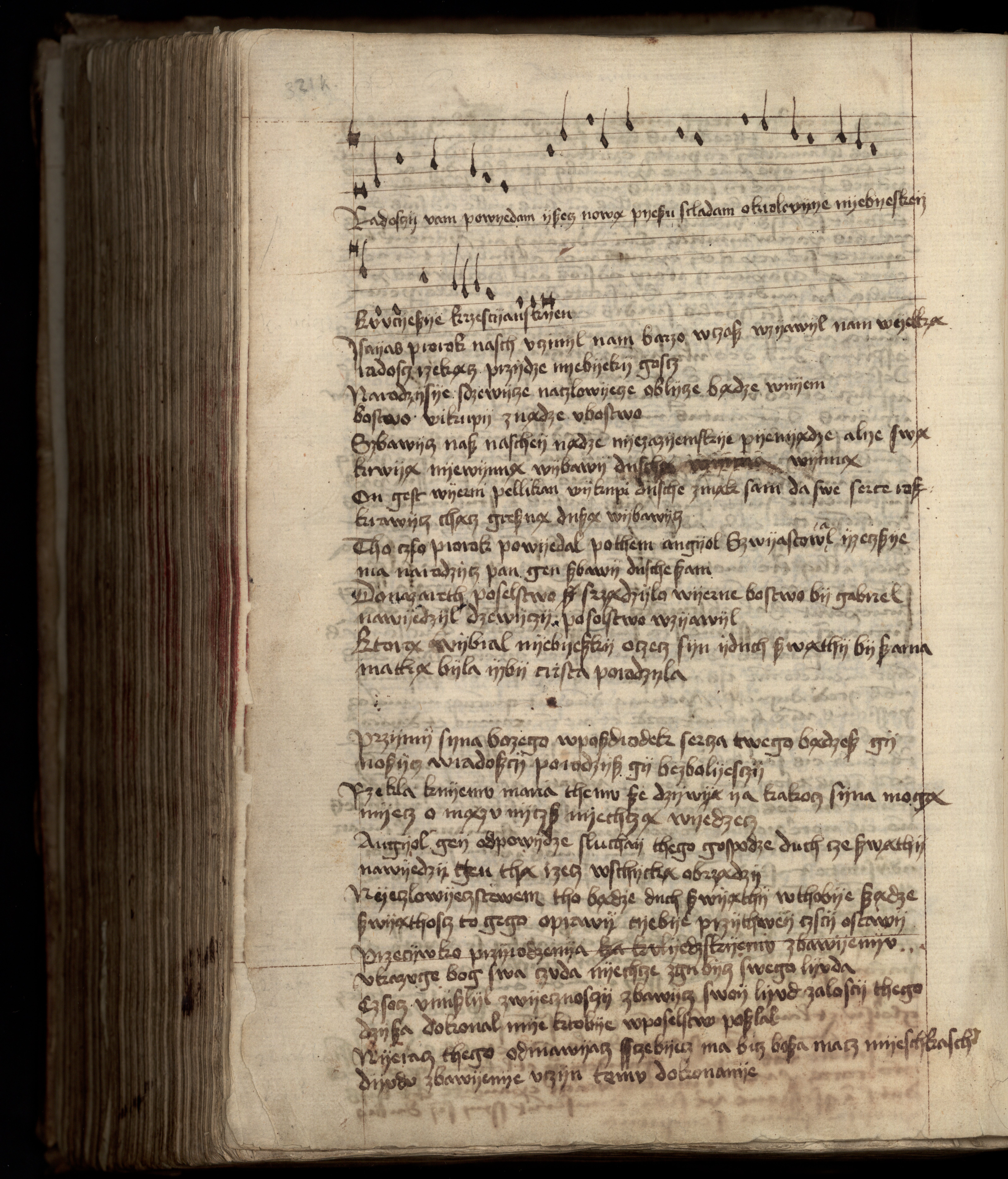
Oryginalny manuskrypt z zapisem nutowym z około 1444

Radości wam powiedam – pieśń w języku polskim opowiadająca o Zwiastowaniu Pańskim, zapisana w XV wieku.
Pieśń znana jest z dwóch rękopisów:
1. tekst z nutami zapisany między łacińskimi kazaniami, być może ok. 1444 (Biblioteka Narodowa w Warszawie, sygn. Rps 8040 III, k. 618–619)[1]
2. tekst zapisany w zaginionym  zbiorze Pieśni łysogórskich, ok. 1470

Tekst utworu składa się z 24 zwrotek czterowersowych, pisanych nieregularnym wierszem, przeważnie siedmio- lub ośmiozgłoskowcem, z rymami AABB. Opowiada o zwiastowaniu Maryi, swobodnie korzystając z fragmentów Biblii (m.in. proroctwo z Księgi Izajasza zapowiadające przyjście na świat z dziewicy Emmanuela, opis zwiastowania z Ewangelii Łukasza) oraz wątków apokryficznych. Narracja zaczyna się odautorskim wstępem zapowiadającym temat pieśni, zaś kończy się tekstem od autora zachęcającym do wspólnego śpiewania oraz obiecującym łaskę Bożą.